# 长隆酒店
23°00′14″N 113°19′21″E / 23.0040°N 113.3224°E
长隆酒店位于廣東省广州市番禺区大石街道汉溪大道东299号，毗邻长隆野生动物世界与长隆欢乐世界，是中華人民共和国首家按照五星级标准建造的生态式主题酒店。该酒店建筑面积超过8万平方米，于2001年落成开业。它与长隆野生动物世界、長隆水上樂園、长隆欢乐世界、长隆大马戏以及香江大酒店同属于广东长隆集团。